# PRS-4

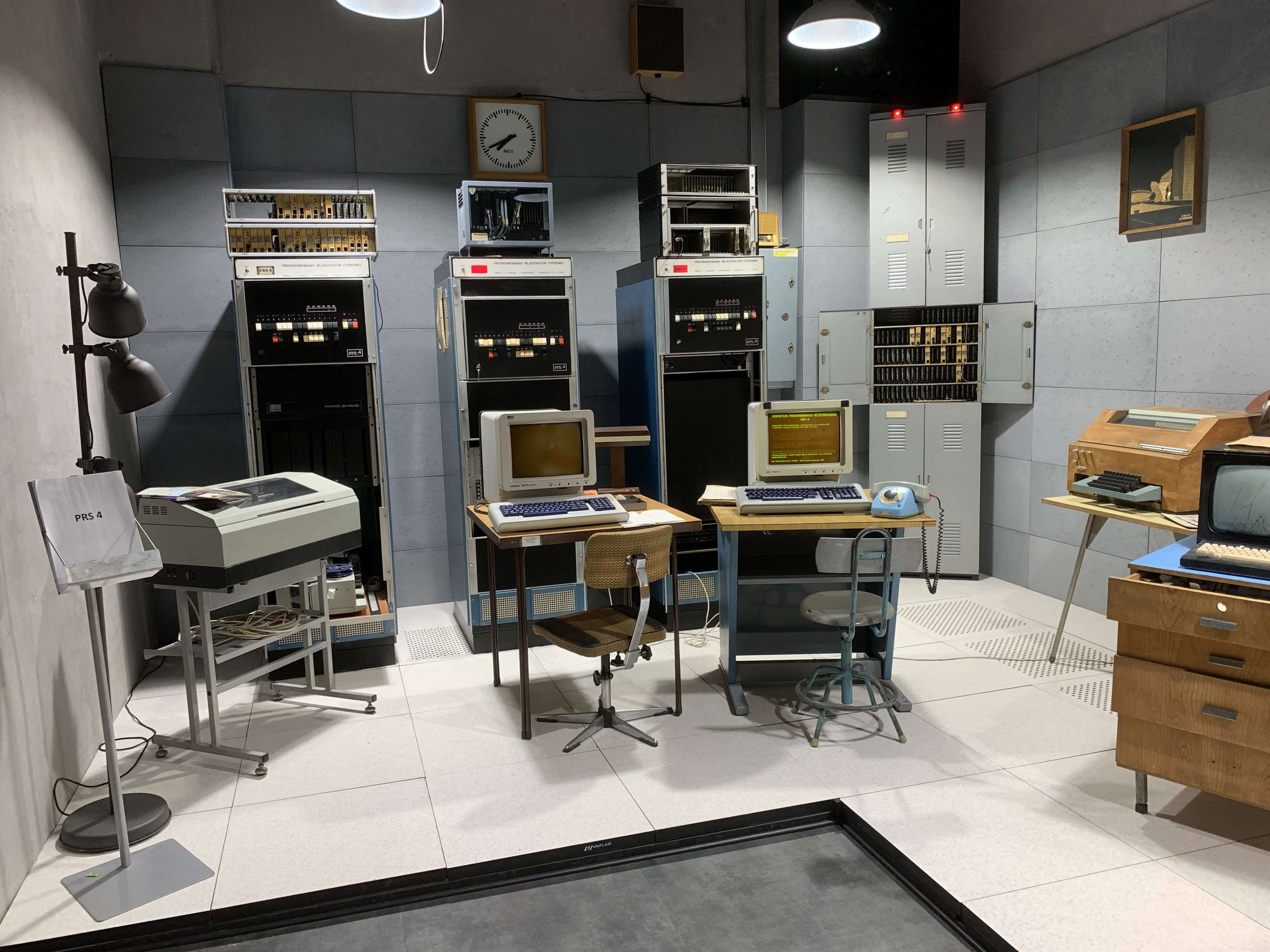
Komputery PRS 4 w Muzeum Historii Komputerów i Informatyki w Katowicach - komputery pobrane z budynku DOKP Katowice

PRS-4 – uniwersalny, modułowy minikomputer trzeciej generacji o 16-bitowym słowie, zbudowany w oparciu o układy scalone podstawowej (SSI) oraz średniej (MSI) skali integracji. Prototyp minikomputera, nazwany MKJ-28, powstał w drugiej połowie 1973 roku w Zakładzie Automatyzacji Powierzchniowej (CPA), który wchodził w skład Zakładów Konstrukcyjno-Mechanizacyjnych Przemysłu Węglowego w Katowicach. Został zaprojektowany w sposób zapewniający pełną logiczną zgodność z rodziną minikomputerów firmy Hewlett-Packard (HP2114, HP215, HP2116, HP2100). Minikomputer produkowano w Zakładzie Elektroniki Górniczej w Tychach w latach 1975-1987, początkowo jako SMC-3 (seria informacyjna licząca 17 egzemplarzy), a od 1979 r., po modernizacji wykonanej przez Zakład Systemów Sterowania (BS-3), jako PRS-4 (produkcja seryjna obejmująca ponad 150 egzemplarzy). Nazwę minikomputera zmieniono na PRS-4 (Programowany Rejestrator Cyfrowy), aby obejść obowiązujące w PRL rozporządzenie pozwalające na produkcję komputerów jedynie przez ELWRO i Zjednoczenie MERA.
Minikomputer składał się z 16-bitowej jednostki centralnej (CPU), pamięci operacyjnej i kanału wejścia-wyjścia. W kanale wejścia-wyjścia pracowały standardowe karty interfejsu do urządzeń peryferyjnych i pamięci zewnętrznych oraz karty interfejsu kanału przemysłowego. Minikomputer wyposażono standardowo w układ detekcji zaniku napięcia zasilania i restartu, a opcjonalnie w moduł bezpośredniego dostępu do pamięci oraz moduł kontroli parzystości i ochrony pamięci.
Układy jednostki centralnej, karty interfejsu i półprzewodnikową pamięć operacyjną, dostępną od 1984 roku, wykonano w postaci pakietów, w standardzie mechaniki systemu CAMAC i umieszczano w 19-calowej kasecie. Kaseta mieściła do 25 pakietów lokowanych w następujący sposób:
- pozycje 1–16:  karty interfejsu,
- pozycje 17,18: opcje jednostki centralnej,
- pozycje 19–23: moduły jednostki centralnej,
- pozycja 24: układy pulpitu sterowania,
- pozycja 25: półprzewodnikowa pamięć operacyjna.

## Parametry jednostki centralnej
- równoległa struktura arytmometru,
- 16-bitowe słowo maszynowe (+ opcjonalnie 2 bity parzystości),
- 70 rozkazów maszynowych,
- mikroprogramowanie, pozwalające wykonać do 8 rozkazów w jednym cyklu maszynowym,
- 9 rejestrów roboczych (7 rejestrów 16-bitowych i 2 rejestry 1-bitowe), w tym 2 równoprawne 16-bitowe akumulatory,
- adresowanie pamięci bezpośrednie i pośrednie,
- nieograniczona krotność adresowania pośredniego,
- 2 μs cykl maszynowy,
- czas wykonania rozkazu bezadresowego: 2 μs,
- czas wykonania rozkazu adresowego (adresacja bezpośrednia): 4 μs,
- czas wykonania rozkazu adresowego (adresacja pośrednia jednokrotna): 6 μs.

## Parametry pamięci operacyjnej
- ferrytowa rdzeniowa albo półprzewodnikowa SRAM nieulotna,
- pojemność pamięci ferrytowej: od 4k słów (8k bajtów) do 32k słów (64k bajtów),
- pojemność pamięci półprzewodnikowej: 32k słowa (64k bajtów),
- organizacja stronicowa,
- pojemność strony: 1k słów (2k bajtów)
- 2 rodzaje stron: zerowa (zero page) o adresach 0–1777(8) i bieżąca (current page),
- ostatnie 64 słowa chronione i przeznaczone dla programu wczytującego (loadera).

## Urządzenia peryferyjne
- CT2200 czytnik taśmy perforowanej,
- DT105S perforator taśmy,
- MERA 7952 monitor ekranowy,
- DZM 180 drukarka znakowa mozaikowa,
- DZM 180 KSR drukarka znakowa mozaikowa z klawiaturą,
- ASR 390 dalekopis (ang. teletype).

## Pamięci zewnętrzne
- PK1 pamięć taśmowa kasetowa,
- SP45DE pamięć dyskowa (dyski elastyczne).

## Standardowe karty interfejsu
- KI-420 uniwersalny, dwukierunkowy rejestr 8-bitowy równoległy (CENTRONICS),
- KI-430 uniwersalny, dwukierunkowy rejestr 8-bitowy szeregowy, asynchroniczny (RS232C, TTY),
- KI-432 V24 uniwersalny, dwukierunkowy rejestr 8-bitowy szeregowy (modem EC8006),
- KI-440, KI-441 sterownik pamięci PK-1,
- KI-442 sterownik pamięci SP45DE (dyski elastyczne).

## Karty interfejsu kanału przemysłowego
- KI-410 programowany generator przerwań,
- KI-412 zegar czasu astronomicznego,
- KI-424 uniwersalny pakiet zawierający standardowy układ współpracy z magistralą wejściowo-wyjściową, służący do samodzielnego wykonania specjalizowanego sterownika,
- KI-450 64-wejścia 2-stanowe, nieprzerywające (4x16-bitów), z separacją galwaniczną albo bez,
- KI-452 16-wejść 2-stanowych przerywających, z separacją galwaniczną albo bez,
- KI-460 64-wyjścia 2-stanowe (4x16-bitów), z separacją galwaniczną albo bez,
- KI-470 przetwornik częstotliwość/wartość liczbowa,
- KI-473, KI-474 przetworniki napięcie/czas,
- KI-480 szybki, kompensacyjny przetwornik A/C,
- KI-482 przetwornik A/C z podwójnym całkowaniem,
- KI-483 wzmacniacz z programowanym wzmocnieniem,
- KI-484 multiplekser stykowy 16-kanałowy,
- KI-486, KI-487 multipleksery analogowe 8-kanałowe,
- KI-500A multiplekser rozszerzenia kanału wejścia-wyjścia,
- KI-500B sterownik kasety rozszerzenia kanału wejścia-wyjścia.

## Oprogramowanie
- Asembler (wymagał minimum 4k słów pamięci operacyjnej),
- ALGOL (wymagał minimum 8k słów pamięci operacyjnej),
- FORTRAN (wymagał minimum 8k słów pamięci operacyjnej),
- FORTRAN IV (wymagał minimum 8k słów pamięci operacyjnej),
- BASIC (wymagał minimum 8k słów pamięci operacyjnej),
- biblioteka podprogramów,
- BCS podstawowy system operacyjny,
- SOCR79 system operacyjny czasu rzeczywistego, rezydujący w pamięci operacyjnej,
- BABEL dyskowy system operacyjny,
- edytor symboliczny,
- debuggery,
- programy testujące.

## Zastosowania
90 egzemplarzy programowanego rejestratora PRS-4 zastosowano w polskim górnictwie węgla kamiennego w następujących modułach systemu dyspozytorskiego MSD-80:
- HADES – monitorowania parametrów produkcji (26 kopalń),
- SAK – monitorowania zagrożeń tąpaniami pasywnymi metodami sejsmoakustyki (32 kopalnie),
- SYLOK – lokalizacji wstrząsów i określania ich energii (16 kopalń),
- CMC1/2 – monitorowania zagrożenia wybuchem metanu (7 kopalń),
- SWWP – wczesnego wykrywania pożarów endo- i egzogenicznych (2 kopalnie).

34 minikomputery PRS-4 sprzedano za granicę: 26 do Chin w systemach HADES (6 egzemplarzy), SAK (5 egzemplarzy), SYLOK (5 egzemplarzy) i CMC1/2 (10 egzemplarzy) oraz 8 do Rumunii w systemach HADES. Licencję na wytwarzanie systemów SAK i SYLOK sprzedano Chinom w połowie lat 80. XX stulecia. Był to wtedy jedyny w Polsce przypadek sprzedaży licencji systemu komputerowego. Pozostałe egzemplarze minikomputera PRS-4 zastosowano w górnictwie rud miedzi, w kombinatach górniczo-hutniczych metali kolorowych, w kolejnictwie, a także w placówkach naukowo-badawczych, m.in. w Krakowie w AGH.  
Komputery PRS-4 są eksponowane w Muzeum Historii Komputerów i Informatyki w Katowicach.